# Hoppa Hontas
Hoppa Hontas is een Belgisch bier. Het wordt gebrouwen door Brouwerij Maenhout te Pittem.

## Achtergrond
Hoppa Hontas werd gelanceerd half mei 2012. De naam verwijst naar Pocahontas, de indiaanse prinses. Het bier is een India Pale Ale. “India” doet denken aan “indiaans”, vandaar de link met de indiaanse. Hoppa verwijst uiteraard naar hop, die voor de bitterheid zorgt. Er worden verschillende varianten gebrouwen, telkens met een andere hopsoort. De twee eerste versies werden gebrouwen met Amarillo en Sorachi Ace
Op het etiket staat een schaars geklede jongedame, kenmerkend voor de bieren van Maenhout, ditmaal in indiaanse outfit.
Hoppa Hontas is een blonde India Pale Ale met een alcoholpercentage van 6,5%.